# Данилово (Кіясовський район)
Дани́лово (рос. Данилово, удм. Данилово) — село у складі Кіясовського району Удмуртії, Росія.
На західних околицях розташовується Даниловський кластер пам'ятки природи регіонального значення «Троєглазовські ландшафти».
Населення — 89 осіб (2010; 111 у 2002).
Національний склад:
- росіяни — 88 %